# Hilden
Hilden er en by i Tyskland i delstaten Nordrhein-Westfalen med ca. 55.000 indbyggere. Byen ligger i kreisen Mettmann, 10 km vest for Solingen og 15 km øst for Düsseldorf på højre side af elven Rhinen.

## Geografi
Hilden er den fjerde største by i Mettmann, og i modsætning til sine nabobyer har den ingen forstæder eller indlemmede landsbyer. Hilden har et kompakt, urbaniseret centrum som grænser til nogen mindre skove.